# Guangdong
Guangdong (kineski: 广东, pinyin: Guǎngdōng; kantonski: Gwóngdūng poznata i kao Kwangtung ili Pokrajina Kanton, je kineska pokrajina na južnom dijelu Narodne Republike Kine, na obali Južnokineskog mora. Guangdong u prijevodu znači „istočno prostranstvo”. 
Glavni grad Guangzhou i gospodarsko čvorište Shenzhen su među najmnogoljudnijim i najvažnijim gradovima u Kini. 

## Zemljopis
Pokrajina Guangdong graniči na sjeveroistoku s pokrajinom Fujian, na sjeveru s pokrajinama Jiangxi i Hunan, na zapadu s autonomnom regijom Guangxi. Mali dio obale čine dvije posebne administrativne regije Kine koje čine Hong Kong i Makao. Morskim putem ima doticaj s otočnom pokrajinom Hainan.
Guangdong ima jednu od najdužih obala od svih kineskih pokrajina. Guangdong ima površinu od 197.100 km² i čak 104.303.132 stanovnika (prema podacima iz 2011.)
Glavni grad pokrajine je Guangzhou (bivši Kanton) koji leži na vrhu delte Biserne rijeke. Delta je ispunjena stotinama otočića, dok je Pratas otočje, 340 km južno od Hong Konga, pod upravom pokrajine Tajvan.
Gorje Nan (南岭 Nánlǐng) čini sjevernu granicu pokrajine, a najviši vrh joj je Shikengkong s 1.902 m nadmorske visine. Planina Danxia (天生三橋, Danxiashan) je dala ime jedinstvenom Danxia reljefu koji je UNESCO-ova svjetska baština od 2010. god. Na slikovitoj planini je izgrađen i veliki broj hramova, a kroz nju prolazi rijeka kojom brodovima posjetitelji mogu uživati u krajoliku slavnih crvenih stijena raznolikih oblika i veličina. Naslavnije tvorevine su Yangyuan ("Očeva stijena") koja podsjeća na falus, te Yinyuan  špilja koja donekle podsjeća na vaginu.

### Klima
Po Köppenovoj klasifikaciji klime pokrajina Guangdong ima vlažnu suptropsku klimu s vrućim vlažnim monsunskim ljetima i toplim zimama.
Prosječna temperatura u lipnju u dolini rijeke Xi Jiang, koja je 28-30° C, i to se ne razlikuje bitno od temperatura u donjem Jangceu i Huang Hou, ali je zato prosječna siječanjska temperatura znatno veća, između 13 do 16° C. Zbog čega je u Guangdongu moguće imati po dvije žetve. Padaline su izrazito neravnomjerno raspoređene sa sjeverom koji ima oko 1.200 mm godišnje do vlažnih južnih područja s gotovo 2.800 mm godišnje.

## Povijest
Najveći dio današnje pokrajine, koja je u početku pripadala nekineskom području Nan Yue, pripao je Kini još u vrijeme dinastije Qin u 3. stoljeću prije Krista. Od 226. god. dobiva naziv Guangdong, što znači „istočno prostranstvo”, koje je s Guangxijem („Zapadnim prostranstvom”) činilo pokrajinu Liangguang (兩廣; doslovno „Dva prostranstva”), koja je tijekom dinastije Song podijeljena na današnje pokrajine.
Pomorska Bitka kod Yamena (崖门战役) se odigrala 12. ožujka 1279. god. između mongolskih snaga dinastije Yuan na jednoj, i kineskih snaga dinastije Song na drugoj strani. Iako su Mongoli imali deset puta manje brodova od dinastije Song, vještom taktikom su nanijeli katastrofalni poraz u kome je uništena ne samo flota dinastije Song, nego su i likvidirani svi članovi dinastije, nakon čega je cijela Kina pala pod mongolsku vlast.
Portugalci su je u 16. st. prozvali Kanton prema transliteraciji naziva pokrajinskog sjedišta, grada Guangzhoua, Cantão. Zbog toga se i dominantni Yue kineski (jezik) naziva „kantonskim dijalektom”.
Guangdong je bio mjesto brojnih sukoba tijekom Opijumskih ratova između Kine i zapadnih sila od 1839. do 1860. god.
Nakon pada Carstva i kolapsa državne vlasti početkom 20. stoljeća, Guangdong je bio prvo uporište Kuomintanga i središte republikanske vlade. No,od 1929. – 1936. god. vladao je lokalni ratni zapovjednik Ch'en Chi-t'ang kao autonomnim područjem, a tijekom 1931. god. Wang Jingwei je u Kantonu osnovao oporbenu vladu koja je 1936. god. podržala osnivanje nacionalne vlade. Tijekom Drugog svjetskog rata Japanci su zauzeli glavni grad i dijelove pokrajine, a 1945. god. Kuomintang je ponovno osvojio pokrajinu, samo da bi je 1949. god. osvojila komunistička Narodno-oslobodilačka armija Kine.

## Znamenitosti
Pored brojnih velegradova na obalama Biserne rijeke, u Guangdongu se nalaze i druge znamenitosti kao što je grad Kaiping (kineski: 開平, pinyin: Kāipíng) koji je najpoznatiji po tisućama višekatnih dialou (碉樓) tornjeva koji su izgrađeni u ovom području za dinastije Qing, većinom 1920-ih i 1930-ih, a koji su upisani na UNESCO-ov popis mjesta svjetske baštine u Aziji i Oceaniji 2007. god. kao "kompleksan i raskošan spoj tradicionalne kineske arhitekture i zapadnjačkih dekorativnih elemenata".

## Uprava
Guangdong se dijeli na prefekture:
| Zemljovid                | #         | Naziv                        | Upravno sjedište     | Kinesko pismo Pinyin | Stanovništvo (2010.) |
| ------------------------ | --------- | ---------------------------- | -------------------- | -------------------- | -------------------- |
|                          |           |                              |                      |                      |                      |
| — Pod-pokrajinski grad — |           |                              |                      |                      |                      |
| 9.                       | Guangzhou | Yuexiu (distrikt)            | 广州市 Guǎngzhōu Shì | 12.700.800           |                      |
| 21.                      | Shenzhen  | Futian (distrikt)            | 深圳市 Shēnzhèn Shì  | 10.357.938           |                      |
| — Gradska prefektura —   |           |                              |                      |                      |                      |
| 1.                       | Qingyuan  | Qingcheng (distrikt)         | 清远市 Qīngyuǎn Shì  | 3.698.394            |                      |
| 2.                       | Shaoguan  | Zhenjiang (distrikt)         | 韶关市 Sháoguān Shì  | 2.826.612            |                      |
| 3.                       | Heyuan    | Yuancheng (distrikt)         | 河源市 Héyuán Shì    | 2.953.019            |                      |
| 4.                       | Meizhou   | Meijiang (distrikt)          | 梅州市 Méizhōu Shì   | 4.240.139            |                      |
| 5.                       | Chaozhou  | Fengxi (distrikt)            | 潮州市 Cháozhōu Shì  | 2.669.844            |                      |
| 6.                       | Zhaoqing  | Duanzhou (distrikt)          | 肇庆市 Zhàoqìng Shì  | 3.918.085            |                      |
| 7.                       | Yunfu     | Yuncheng (distrikt)          | 云浮市 Yúnfú Shì     | 2.360.128            |                      |
| 8.                       | Foshan    | Chancheng (distrikt)         | 佛山市 Fóshān Shì    | 7.194.311            |                      |
| 10.                      | Dongguan  | Dongguan Nancheng (distrikt) | 东莞市 Dōngguǎn Shì  | 8.220.237            |                      |
| 11.                      | Huizhou   | Huicheng (distrikt)          | 惠州市 Hùizhōu Shì   | 4.597.002            |                      |
| 12.                      | Shanwei   | Chengqu (distrikt)           | 汕尾市 Shànwěi Shì   | 2.935.717            |                      |
| 13.                      | Jieyang   | Rongcheng (distrikt)         | 揭阳市 Jiēyáng Shì   | 5.877.025            |                      |
| 14.                      | Shantou   | Jinping (distrikt)           | 汕头市 Shàntóu Shì   | 5.391.028            |                      |
| 15.                      | Zhanjiang | Chikan (distrikt)            | 湛江市 Zhànjiāng Shì | 6.993.304            |                      |
| 16.                      | Maoming   | Maonan (distrikt)            | 茂名市 Màomíng Shì   | 5.817.753            |                      |
| 17.                      | Yangjiang | Jiangcheng (distrikt)        | 阳江市 Yángjiāng Shì | 2.421.812            |                      |
| 18.                      | Jiangmen  | Pengjiang (distrikt)         | 江门市 Jiāngmén Shì  | 4.448.871            |                      |
| 19.                      | Zhongshan | Zhongshan Dongqu (distrikt)  | 中山市 Zhōngshān Shì | 3.120.884            |                      |
| 20.                      | Zhuhai    | Xiangzhou (distrikt)         | 珠海市 Zhūhǎi Shì    | 1.560.229            |                      |

Prefekture se nadalje dijele na 49 distrikta, 30 gradskih okruga, 42 okruga i tri autonomna okruga.

## Stanovništvo
Od siječnja 2005. Guangdong je i najmnogoljudnija kineska pokrajina sa 79 milijuna trajno naseljenih stanovnika i 31 milijun imigranata koji žive tamo više od 6 mjeseci u godini. Njegovih 104.303.132 stanovnika, prema popisu iz 2010. god., čini 7,79% ukupnog broja stanovnika Kine.

## Gospodarstvo
| Godina | Bruto domaći proizvod |
| ------ | --------------------- |
| 1980.  | 24.521                |
| 1985.  | 55.305                |
| 1990.  | 140.184               |
| 1995.  | 538.132               |
| 2000.  | 966.223               |
| 2008.  | 3.570.000             |
| 2009.  | 3.908.159             |
| 2010.  | 4.596.300             |

Guangdong je gospodarski najrazvijeniji dio Kine i jedno od najvećih gospodarstva u Kini. God. 2009. Bruto domaći proizvod Guangdonga je bio 572.121 milijuna dolara što je usporedivo s veličinom gospodarstva Turske ili Indonezije, da bi 2011. god. iznosio 815,53 milijardi dolara, što je otšrilike gospodarstvo Nizozemske; odnosno 7.787 dolara po glavi stanovnika. God. 2012. BDP po stanovniku je bio četvrti po redu u Kini, iza pokrajina Jiangsu, Zhejiang i Liaoning. Sama pokrajina čini 12% ukupne nacionalne proizvodnje, a u Guangzhou se održava najveći sajam uvoza i izvoza u Kini, tzv. „Kantonski sajam”.

## Vanjske poveznice
- Službene stranice vlade pokrajine Guangdong (kin.)
- Complete Map of the Seven Coastal Provinces (1821. – 1850.) (engl.) (kin.)